# FN MAG
FN MAGは、ベルギーの国営造兵廠（後のFNハースタル社）が開発した汎用機関銃（GPMG）である。北大西洋条約機構（NATO）を中心として西側諸国で幅広く採用され、80か国以上に導入されて、代表的なGPMGとなった。

## 来歴
第二次世界大戦中の1940年、ベルギーがナチス・ドイツに占領されたことで（ベルギーの戦い）、同国の国営造兵廠（FN）は事業縮小を余儀なくされたが、1944年に占領状態から解放されるとともに活動を再開した。大戦後、連合国諸国の間では、ドイツ国防軍のMG34やMG42といった汎用機関銃（Einheitsmaschinengewehr）によって甚大な損害を受けた経験から同種の機関銃の装備化が模索されており、また1954年に7.62×51mm弾がNATO標準弾となると、これを用いた火器も求められるようになった。
これを受けて、FNは7.62×51mm弾を用いた汎用機関銃の開発に着手した。これにより開発されたのが本銃であり、1958年より量産に入ったことから、MAG 58とも称された。

## 設計
MAGを設計するにあたり、設計班を率いたエルネスト・ヴェルヴィエは、ナチス・ドイツのMG42とアメリカ合衆国のBARを多くの点で参考にした。BARは、FN社で設計者を務めたこともあるジョン・ブローニングの開発した軽機関銃であり、FNでもライセンス生産されていた。
また上記の通り、もともとはMAG 58と称されていたが、後に小改良を受けて、コアモデルとしてのMAG 60.20、ヘリコプターへの搭載を想定して撃発をソレノイド方式としたMAG 60.30、装甲戦闘車両の同軸機銃としての搭載を想定したMAG 60.40という3つの基本モデルに分化している。

### 自動・閉鎖機構
ガス圧作動方式の自動機構にはBARの設計が導入されている。銃身の下方に並行してガス・シリンダーが設定され、弾丸の発射に伴い生じる燃焼ガスの一部をここに導いて、その圧力によってピストンを後退させ、遊底を起動させてロックを解く。
この遊底部も基本的にBARと同様で、ティルトボルト式（落し込み式）の閉鎖機構も踏襲されている。ただしBARがボックスマガジンによる給弾であったのに対し、MAGはベルト給弾方式を採用したため、遊底部は上下逆に配置された。これに伴い、ロックレバーはBARのようにレシーバー上部にあるのではなく、レシーバー床部にあるロックショルダーと噛み合うようにされた。またこのように配置したことで、銃尾機構の上部にラグを配置することもでき、このラグがカム・トラックと係合することで給送弾機構を動かすことができた。
発射速度は毎分650-1,000発で、規整子によって調整可能である。発射サイクルはオープンボルト式である。撃発準備状態で次弾が装填されず、遊底が後退位置にあることから、空気が銃身からボルトの周囲を流れることができ、射撃の最中にも放熱できるという効果がある。なお引金部分や排莢口の覆いにはMG42の設計が導入されている。一方、本銃ではリコイルバッファ機構が導入されたことで遊底部の復座が速くなり、信頼性の向上に寄与している。

### 給送弾機構
上記の経緯もあって、弾薬は7.62×51mm弾が用いられる。給弾機構は金属製分離式リンクを用いており、標準的にはM13 リンクが用いられる。またDM-1規格を用いることもできるが、これらは互換性はない。リンク式の給弾機構を備えた他の機関銃と同じく送弾機構は遊底覆いに組み込まれており、送弾レバーなどを有している。
給送弾機構の説明からは一見複雑な印象を受けるが、実際には頑丈で効率的な設計であり、自動・閉鎖機構とともに、高い信頼性で知られている。1975年にアメリカ陸軍が行った試験では、平均射撃停止間隔（mean rounds between stoppages, MRBS）は2962発、平均故障間隔（mean rounds between failures, MRBF; 解消に1分以上を要する不具合までに撃った平均弾数）は6442発で、同時に試験されたM60E2の846発および1699発を大きく上回った。

### 銃身部
MAGでは、銃身の加熱・消耗などに対応するため、迅速に予備銃身に交換する機能を備えている。一般的に、毎分100発のペースで4-5秒の射撃を続けた場合、銃身は10分ごとに交換する必要がある。
銃本体のリリースラッチを押して銃身を反時計回りに回転させると銃身が外れ、新しい銃身を所定の位置に置いてハンドルを使って時計回りに回転させるだけで取り付けられることから、経験豊富な射手であれば数秒で作業を終えることができる。この回転式の銃身交換機構は、FN独自のBARの改良型であるモデルDから導入したものであった。

### 照準器
MAGは照星照門式照準具を標準装備しており、山形照星と照門から構成される。照門は、200-800メートルの範囲では100メートル刻みで照準できる穴照門としての機能を有するとともに、これを跳ね上げてU型の谷照門として用いる場合、800-1,800メートルの範囲をやはり100メートル刻みで照準することができる。
一方、近年では小火器一般に光学照準器が普及しており、MAGも例外ではない。ELCAN社製のC79は800メートルまで、アメリカ軍向けの派生型であるM145は1,200メートルまでの距離で使用でき、射撃精度を大きく向上させることができる。またイギリス軍は、L7A2汎用機関銃にジャベリン対戦車ミサイルの照準器を組み合わせることで、二脚上でも平均2,700メートルという長射程を実現している。

### 銃尾部
MAG 60.20は握把（ピストルグリップ）と木製またはプラスチック製の固定銃床を備えている。プラスチック銃床は、NBC環境下で除染が簡単になるというメリットがあった。またM240Lは折りたたみ式の銃床を備えるが、これは他のM240にも装着可能である。
一方、上記の通り、MAG 60.30ではヘリコプターへの搭載を想定して撃発をソレノイド方式、握把をスペードグリップ型としており、またMAG 60.40では装甲戦闘車両の同軸機銃としての搭載を想定している。ただし同軸機銃モデルでも、イギリス軍のL8では、有事に手持ちで運用する場合に備えてピストルグリップを備えている。

### 銃架
MAGにはガス・シリンダー前端部の下方に二脚が標準装備されており、軽機関銃としての運用で用いられる。
一方、中機関銃として用いる場合には三脚と組み合わされ、イギリス軍ではL4A1、アメリカ軍ではM122A1やM192が多く用いられる。MAGを三脚に取り付けることで3,000m（3,281yd）以遠の目標にも対応できるようになる一方、三脚の分だけ重量が増すため、射撃チームは少なくとも3名編成となる。
車両や艦艇、航空機に搭載する場合にはピントルマウントを用いるのが一般的である。この場合、ピストルグリップと固定銃床を備えることも、また銃床を外して握把をスペードグリップ型としていることもある。またRWSに組み込まれる場合も増えている。

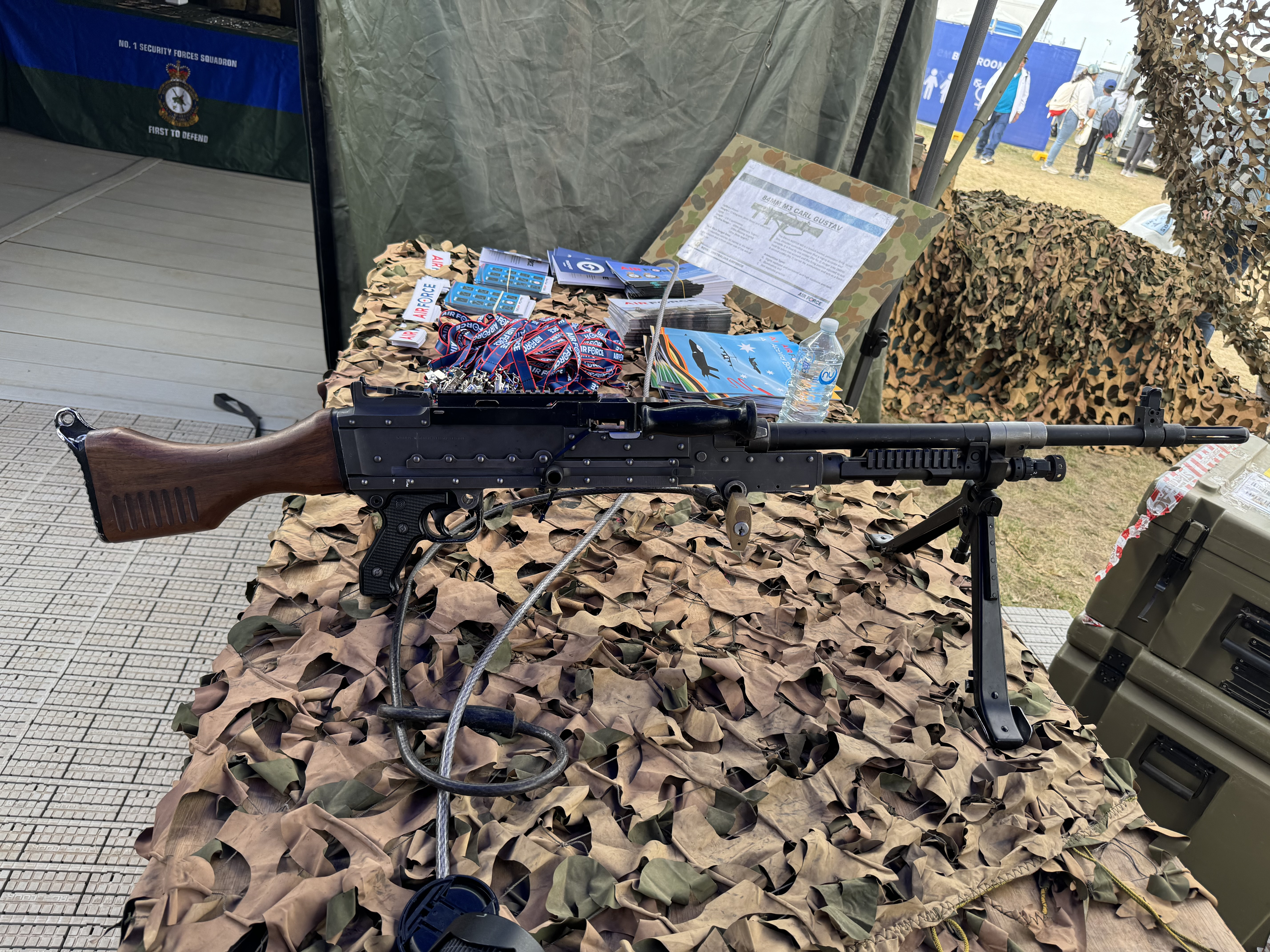
二脚架付きオーストラリア国防軍のMAG-58
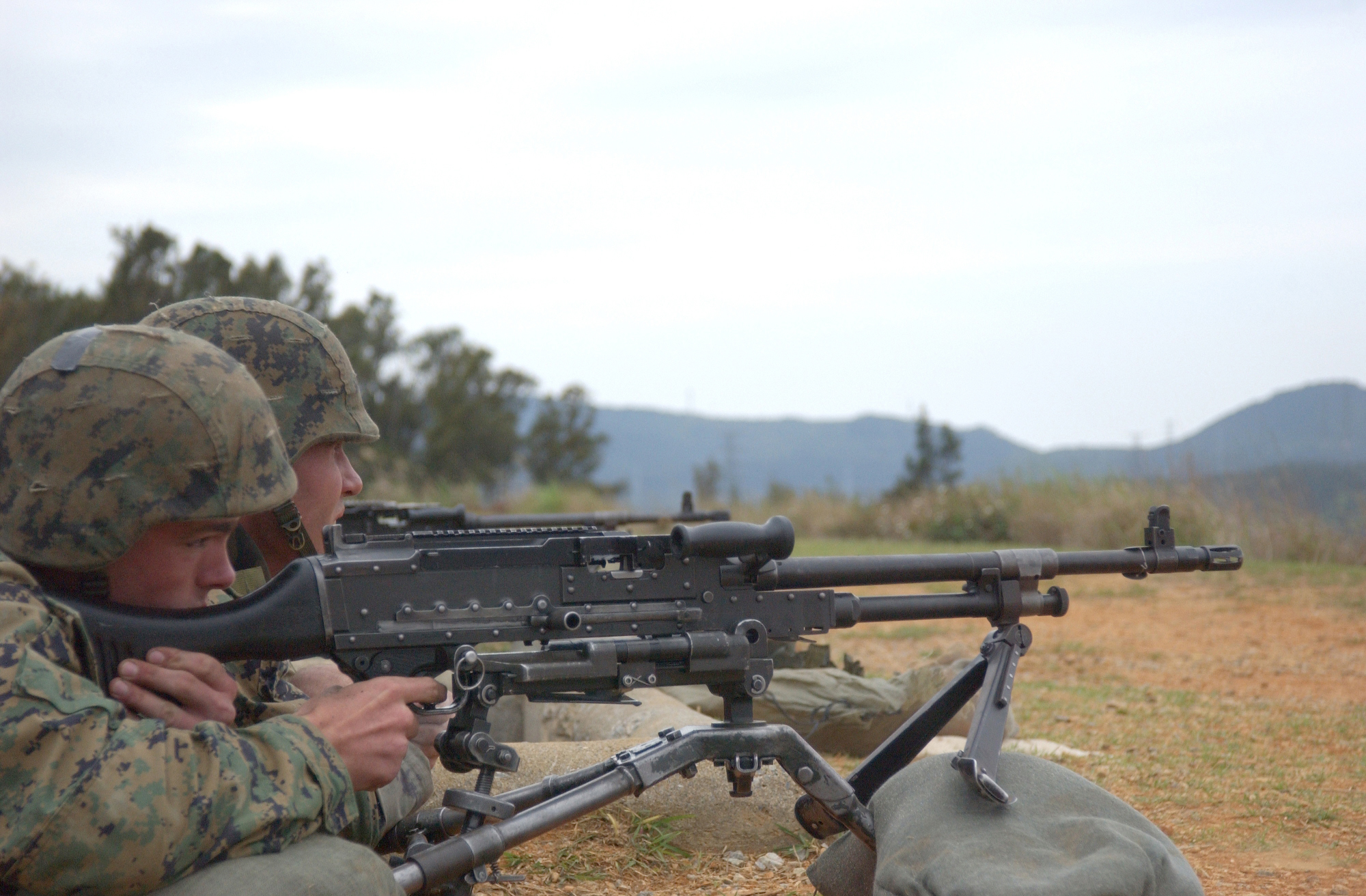
三脚上に架されたM240G
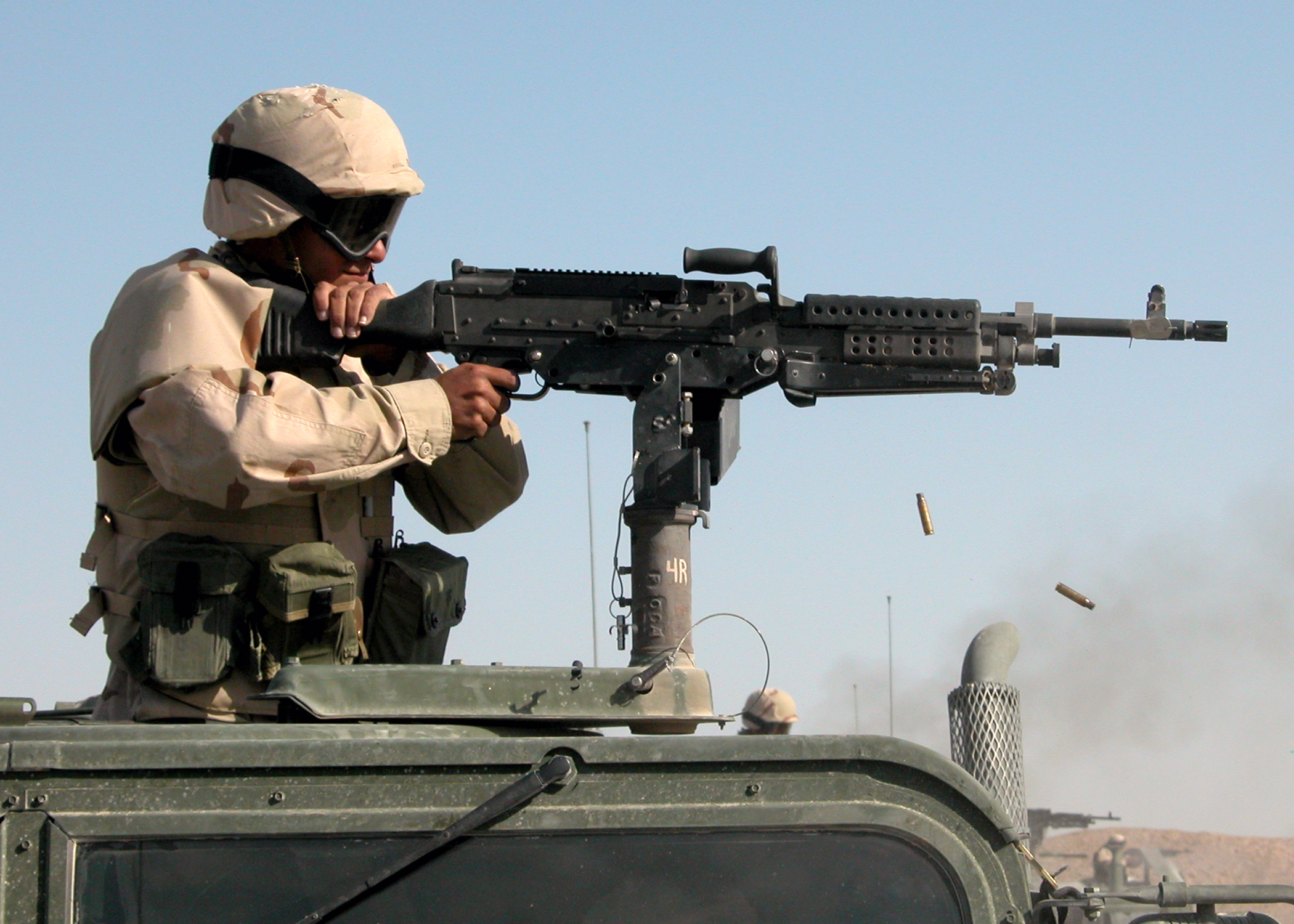
車上のピントルマウントに架されたM240B
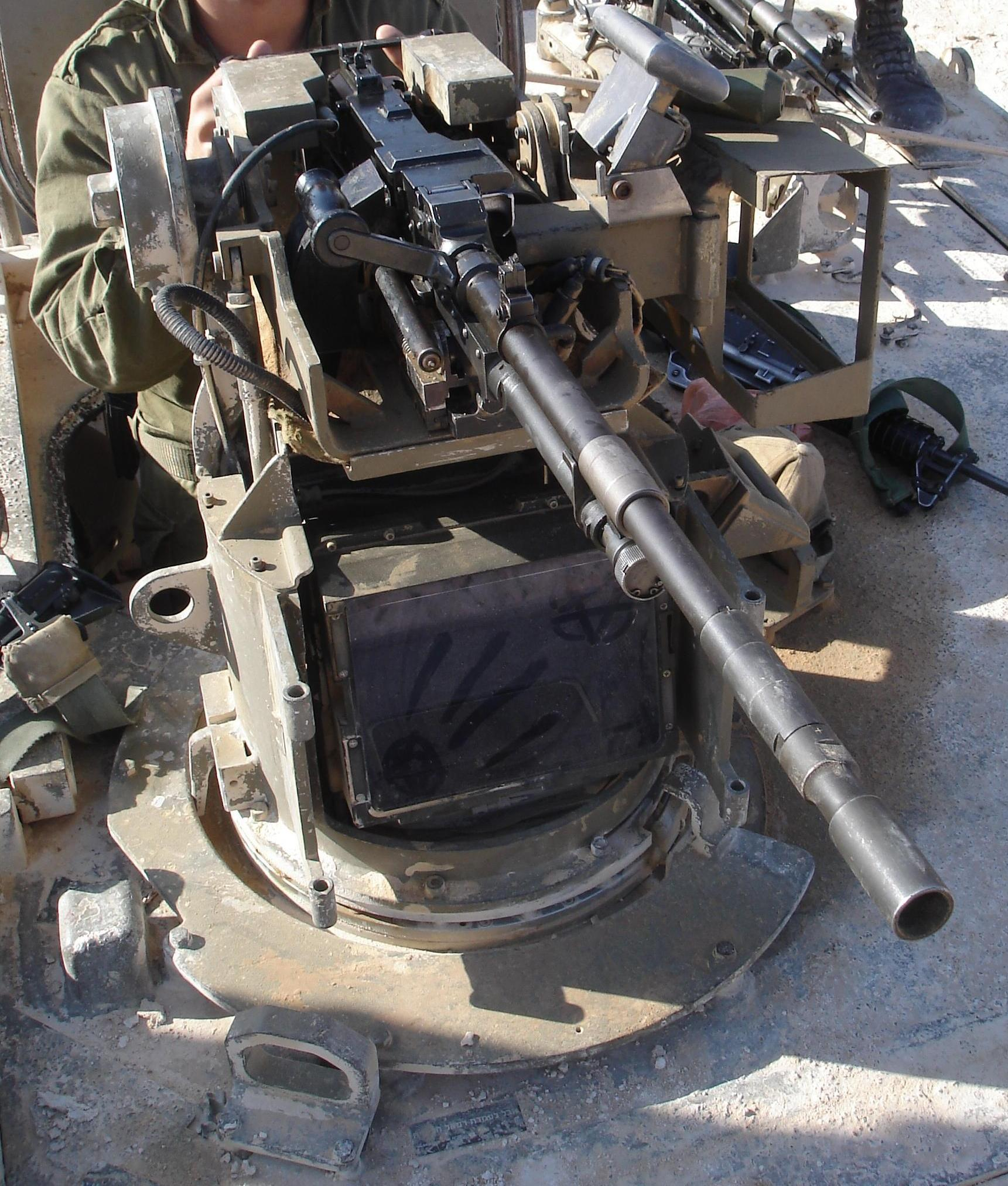
プーマ戦闘工兵車のRWSに搭載されているFN MAG。普段は車内から遠隔操作できる。
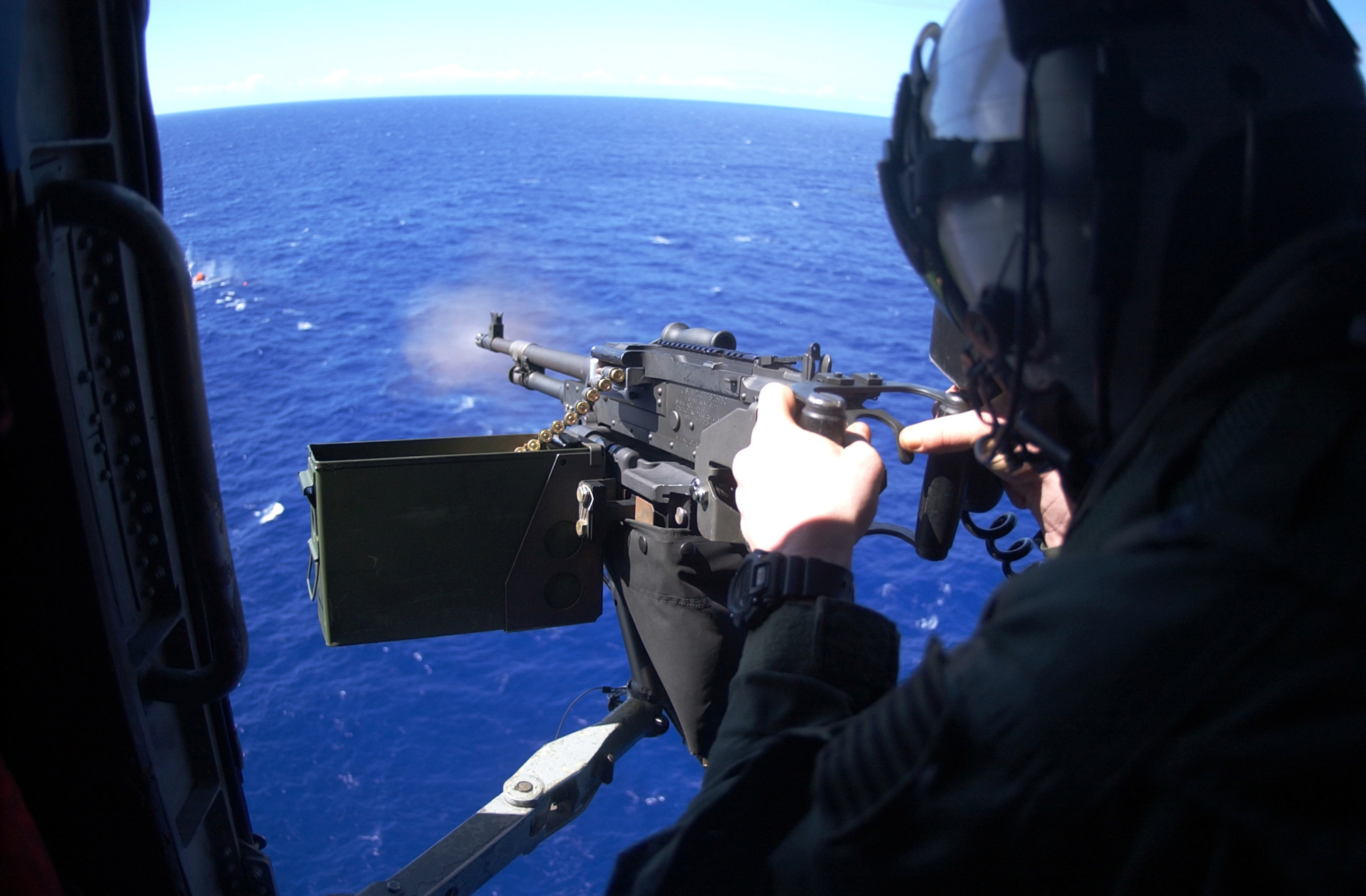
SH-60Fヘリコプターのドアガンとして搭載されたM240

## 運用国

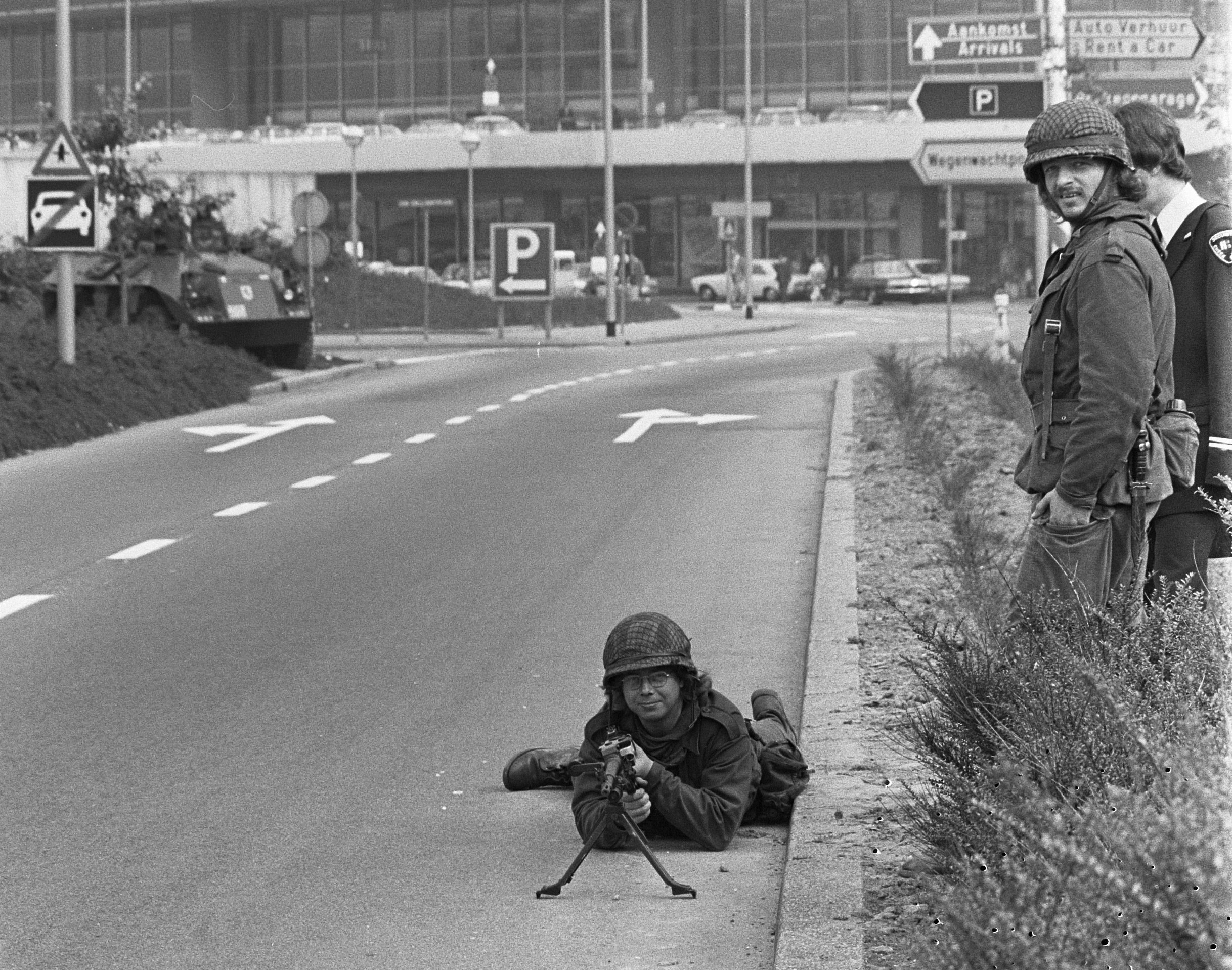
ハーグ事件発生時に出動したオランダ陸軍の兵士（1974年9月17日）

FN MAGは、80ヶ国以上で採用されている。下記に五十音順で列挙する。また、アメリカ、イギリス、アルゼンチン、エジプト、インド、シンガポール、台湾ではライセンス生産されている。
 アイルランド
アイルランド国防軍で汎用機関銃としてMAG 58を採用。当初は軽機関銃として常備軍に配備されたが、後にブレンガンの後継火器としても配備された。また、若干の海軍作戦艇に据え付けられている。
 アメリカ合衆国
M240機関銃として制式採用。陸軍ではM240Bとして、海兵隊ではM240Gとして採用している。陸軍は、1977年から戦車の同軸機銃として搭載し、海兵隊は、1980年代からハンヴィーなどの車載機銃として搭載している。さらに、陸軍は1990年代から、海兵隊は1991年（湾岸戦争）から、それぞれM60E4の後継機関銃として歩兵部隊への配備を始め、あらゆる部隊・作戦でM60の代替機関銃として使われている。
M240Bには反動吸収装置を内蔵し、他にも若干の改修を加えたモデルや、部品の一部にチタン合金を使用した軽量モデルが存在する。M240と一部のM249、残存しているM60は、21世紀初頭には新軽量機関銃に交換する計画がある。
 イギリス
L7A2 GPMGとしてイギリス陸軍に制式採用された。兵士達は親しみを込めて「ギンピー Gimpy」（スラングで「お巡りさん」）と呼んでいる。
 イスラエル
砂漠地帯における信頼性の高さ故に採用された。歩兵用機関銃としての役割は、イスラエル国産のIMI ネゲヴ軽機関銃に代替されたが、メルカバやマガフ、ショット、アチザリット、ナグマホンなどの車載用機関銃として現役である。特に近年のイスラエル国防軍は、戦車の対人戦闘力強化のために車長用キューポラと装填手用ハッチに1挺ずつ、合計2挺のFN MAGを装備させている。
 インドネシア
Pindad SPM2-V2 GPMGとしてライセンス生産。
 オーストラリア
オーストラリア国防軍に採用された。特に陸軍は、MAG 58として制式採用した。
MAG 58はオーストラリア国境警備隊でも使用されている。
 オマーン
 オランダ
歩兵部隊において長期間運用され続けている。
 カナダ
C6 GPMGとして制式採用。一般的に、1個ライフル小隊につき1挺が割り当てられている。
 シンガポール
GPMGとして歩兵部隊に配備されている。新兵に対する教練では「汎用"General Purpose"」という単語について、「何に対しても撃つことができる」という意味で教えている。車載機銃としても採用されており、トラックや装甲戦闘車両などに搭載されている。
 スウェーデン
Ksp 58として制式採用。初期のKsp 58は、旧来のスウェーデン軍標準小銃弾である6.5x55mm弾仕様だった。これらは後に7.62x51mm NATO弾仕様のKsp 58Bへと改修された。また、Ksp 58Bを原型に短銃身や折畳式銃床などを備える近代化改修モデルが設計されており、Ksp 58DFとして試験運用されている。
 台湾
CSF（Combined Service Forces、旧Hsing-Hua Arsenal）が74式小隊機関銃としてライセンス生産している。
 フィリピン
特殊部隊が運用している。
 ブラジル
ブラジル軍が運用している。
 ベルギー
ベルギー陸軍において、基本部隊から空挺コマンド部隊まであらゆる部隊に配備されている。
 ラトビア
ラトビア国軍が運用している。
 日本
陸上自衛隊が導入した水陸両用車AAVC7A1 RAM/RS（指揮車型）に搭載。
水陸両用車AAVC7A1 RAM/RS（指揮車型）の車載機関銃。
水陸機動団が運用している。

## 登場作品

### 映画
『GODZILLA ゴジラ』
M240機関銃の代わりとして登場し、アメリカ陸軍のM1A2 エイブラムスの砲塔上に搭載されている。
『エクスペンダブルズ3 ワールドミッション』
終盤のアズメニスタンの戦闘で、CIAのマックス・ドラマーが操縦するUH-1の機内で本機関銃を、彼に雇われたトレンチとイン・ヤンが使用。上空から敵兵多数を機銃掃射で仕留める。よく見ると2人とも本機関銃を直接保持して発砲している。
『トランスフォーマー』
エアポリスのハンヴィーに装備されている。
『ポリス・ストーリー3』
マレーシア警察のバンの上に二脚を展開して搭載されている。
『ランボー3/怒りのアフガン』
SA 330 ピューマを改造して作ったMi-24 ハインドのドアガンとしてストックレス仕様が登場。前半の村襲撃の際、ソ連兵がムジャーヒディーンに向けて銃撃を行う。中盤のソ連軍基地から主人公のジョン・ランボーがMi-24を奪って脱出する際にはトラウトマン大佐がソ連兵に向けて使用。しかし、Mi-24が銃撃を受けて損傷して墜落したため、使用不能になる。終盤の戦いでは、ソ連兵がムジャーヒディーンの騎馬隊に向かって激しい銃撃で応戦するが、トラウトマン大佐が使用したエリコン 20 mm 機関砲により機関部を破壊され、無力化される。他にも、ランボーが操るT-72にも同軸機銃として搭載され、クライマックスでは先述のとは別のMi-24に乗ったザイセン大佐に向けて猛烈な銃撃を行う。
『ランボー/最後の戦場』
終盤の戦闘で、ミャンマー陸軍のパ・ティー・ティント大佐の要請を受け、火力支援のため現れたミャンマー海軍の哨戒艇が前部甲板に装備。主人公のジョン・ランボー達傭兵グループや、彼らと共闘していたカレン族反乱軍に対して機銃掃射を行い、ランボーの哨戒艇への銃撃にも素早く反撃して左腕を負傷させるが、スクールボーイの狙撃で機銃手を倒され、無力化される。